# David Veit
David Veit (* 8. November 1771 in Breslau; † 15. April 1814 in Hamburg) war ein deutscher Mediziner.

## Leben
Sein Vater Joseph Veit war ein Bankier; dessen Bruder Simon Veit war der erste Ehemann von Moses Mendelssohns Tochter Dorothea Schlegel. Aus Veits Studienzeit stammt ein bemerkenswerter Briefwechsel mit Rahel Varnhagen von Ense, in dem Veit auch seine Begegnungen mit Goethe schildert. Mit Abraham Mendelssohn reiste er nach Beendigung seines Studiums nach Paris. 1799 übersiedelte er nach Hamburg, wo er als Arzt und Naturforscher tätig war. Er verkehrte hier u. a. mit Johann Albert Heinrich Reimarus, Friedrich Christoph Perthes, Friedrich Heinrich Jacobi und Johann Gottlieb Fichte.

## Schriften (Auswahl)
- De organorum corporis humani tam energia, seu activitate interna, quam cum organis sociis connexione, seu sympathia. Halle 1797. Digitalisat.
- Des Herrn Guyton Morveau allgemeine theoretische und praktische Grundsätze der chemischen Affinität oder Wahlanziehung zum gemeinnützigen Gebrauch für Naturforscher, Chemisten, Aerzte und Apotheker. Aus dem Französischen übersetzt von David Joseph Veit. Mit Anmerkungen begleitet und herausgegeben von Siegismund Friedrich Hermbstädt. Berlin 1795. Digitalisat.
- Johann Albert Heinrich Reimarus nach zurückgelegten Funfzig Jahren seiner medizinischen Laufbahn. Ein biographischer Beytrag zur Feyer des 29. Aprils. Hamburg 1807. Digitalisat.

Briefeditionen:
- Aus dem Nachlaß Varnhagenʼs von Ense. Briefwechsel zwischen Rahel und David Veit. Leipzig 1861. Erster Theil, Zweiter Theil.
- L. Geiger: Briefe an und von David Veit. In: Beiträge zur Geschichte der deutschen Juden. Festschrift zum siebzigsten Geburtstage Martin Philippsons. Leipzig 1916, S. 232‒248.